# Ladislav Jamrich
Ladislav Jamrich (* 27. November 1978) ist ein tschechischer Fußballspieler.

## Vereinskarriere
Jamrich erlernte das Fußballspielen in der Jugend von FK Baník Most. Im Seniorenbereich begann der Abwehrspieler bei VTJ Žatec, ehe er im Jahr 2004 nach Most zurückkehrte. Mit dem Klub wurde er 2004/05 Meister der zweiten Liga und stieg in die Erste Liga auf. Hier kam er zwischen 2005 und 2008 auf 18 Einsätze. Die Saison 2006/07 spielte er bei FK Chmel Blšany. Im Jahr 2008 wechselte er nach Deutschland zum Oberligisten ZFC Meuselwitz, von dort aus ging es weiter zum FC Oberlausitz Neugersdorf. In der Saison 2010/11 spielte er wieder in Tschechien beim FC Chomutov. Danach kehrte er wiederum zu Baník Most zurück.